# Инък
Инък (на английски: Enoch) е град в окръг Айрън, щата Юта, САЩ. Инък е с население от 5992 жители (2012) и обща площ от 8,6 km². Намира се на 1690 m надморска височина. ЗИП кодът му е 84720, а телефонният му код е 435.